# Besos al aire: Küssen verboten
Besos al aire: Küssen verboten (Originaltitel: Besos al aire) ist eine spanische Dramedy-Miniserie, die von Aitor Gabilondo erdacht wurde. In Spanien fand die Premiere der zweiteiligen Miniserie am 26. März 2021 als Original durch Disney+ via Star statt. Im deutschsprachigen Raum erfolgte die Erstveröffentlichung der Serie am 23. Februar 2022 durch Disney+ via Star.

## Handlung
Die COVID-19-Pandemie sorgt nicht nur dafür, dass das Leben der unterschiedlichen Einwohner von Madrid gehörig auf den Kopf gestellt wird, sondern stellt auch das Klinikpersonal des Krankenhauses Los Arcos vor viele nervenaufreibende und unbekannte Herausforderungen. Alle müssen sich mit den schwierigen Facetten des Virus auseinandersetzen und versuchen dabei bestmöglich ihren neuen Alltag nachzugehen. Sei es im Krankenhaus, im Supermarkt oder in der eigenen Wohnung.
Wir erhalten unter anderem Einblick in das Zusammenleben einer rebellischen und veganen Teenagerin mit ihren Großeltern, einer scheinbar unmöglichen Liebe zwischen einer Supermarktarbeiterin und ihrem konfliktgeladenen Nachbarn sowie in das Leben eines jungen Mannes, der einen alten und trägen Hund adoptiert, um seinen Ziel näherzukommen.
Dabei werden alle acht ineinandergreifenden Geschichten, in der die Quarantäne als Kulisse dient und die Liebe als Protagonistin auftritt, durch den idealistischen Krankenpflegehelfer Javi miteinander verbunden. Javi fungiert hierbei auf der Intensivstationen als Vermittler zwischen den isolierten Patienten und ihren Angehörigen, die zu Hause sitzen und nicht wissen, ob ihre Geliebten die Covid-19-Infektion überleben werden. Neben dieser großen Bürde muss sich Javi auch dem stellen, was sich zwischen ihm und der strengen sowie distanzierten Ärztin Dr. Silvia Cabanas entwickelt. Und so unterschiedlich die Geschichten und die Menschen dahinter auch sein mögen, eins verbindet sie alle, nämlich: die Liebe.

## Produktion
Am 2. Oktober 2020 gab das spanische Medienunternehmen Mediaset España bekannt, dass eine zweiteilige Miniserie zur COVID-19-Pandemie mit Paco León und Leonor Watling in den Hauptrollen in Planung ist, deren Drehbücher von Darío Madrona stammen, und durch Iñaki Mercero als Regisseur umgesetzt werden. Darüber hinaus wurde berichtet, dass die Miniserie von Alea Media in Zusammenarbeitet mit der Produktionsfirma von Mediaset España produziert wird, und dass Aitor Gabilondo als ausführender Produzent fungiert. Damit ist Besos al aire nach Diarios de la cuarentena (TVE), En casa (HBO España) und Relatos con-fin-a-dos (Amazon Prime Video) die vierte spanische Serie, die sich direkt mit der COVID-19-Pandemie auseinandersetzt, und die erste ihrer Art, welche sich nicht größtenteils auf die Quarantäne konzentriert. Die Dreharbeiten zur Miniserie fanden zwischen Ende Oktober 2020 und Mitte Dezember 2020 an unterschiedlichen Schauplätzen innerhalb der Autonomen Gemeinschaft Madrid statt. Am 22. Januar 2021 gab Mediaset España bekannt, dass die Erstveröffentlichungsrechte für die Serie an Disney+ veräußert wurden.

## Besetzung und Synchronisation
Die deutschsprachige Synchronisation entstand nach den Dialogbüchern von Martina Marx sowie unter der Dialogregie von Iris Artajo durch die Synchronfirma Interopa Film in Berlin.

### Hauptdarsteller
| Rolle              | Schauspieler     | Synchronsprecher  |
| ------------------ | ---------------- | ----------------- |
| Javi               | Paco León        | Nico Mamone       |
| Dr. Silvia Cabanas | Leonor Watling   | Jana Kozewa       |
| Berta              | Nuria Herrero    | Patrizia Carlucci |
| Luisa              | Mariam Hernández | Damineh Hojat     |
| Diana              | Gracia Olayo     | Nina Herting      |
| Pedro              | Nancho Novo      | Bernd Vollbrecht  |
| Nines              | María León       | Uschi Hugo        |
| Nacho              | David Castillo   | Arne Stephan      |
| Celeste            | Zoe Stein        | Amelie Plaas-Link |
| Adrián             | Fran Berenguer   | Nicolás Artajo    |
| Dr. Dolores Rojas  | Gloria Muñoz     | Almut Zydra       |
| Fidel              | José Ángel Egido | Thomas Schmuckert |
| Virginia           | Luna Fulgencio   | Hannah Matthias   |
| Irene              | Ariana Martínez  | Marieke Oeffinger |
| Elena              | Loreto Mauleón   | Victoria Frenz    |
| Claudio            | Jaime Olías      | Henning Nöhren    |

### Nebendarsteller
| Rolle               | Schauspieler       | Synchronsprecher  |
| ------------------- | ------------------ | ----------------- |
| Raúl                | Pau Durà           | Viktor Neumann    |
| Fran                | Mariano Venancio   | Uwe Karpa         |
| Iván                | Alejandro Sigüenza | Jeremias Koschorz |
| Patricia            |                    | Anna Grisebach    |
| Esteban             |                    | Hans Bayer        |
| Koordinatorin       |                    | Eva Thärichen     |
| Krankenschwester #1 |                    | Magdalena Helmig  |
| Polizist #1         |                    | Stefan Bräuler    |

## Episodenliste
| Nr. | Deutscher Titel | Originaltitel | Erstausstrahlung (Spanien) | Deutschsprachige Erstveröffentlichung (D/A/CH) | Regie         | Drehbuch      |
| --- | --------------- | ------------- | -------------------------- | ---------------------------------------------- | ------------- | ------------- |
| 1   | —               | Episodio 1    | 26. März 2021              | 23. Feb. 2022                                  | Iñaki Mercero | Darío Madrona |
| 2   | —               | Episodio 2    | 2. Apr. 2021               | 23. Feb. 2022                                  | Iñaki Mercero | Darío Madrona |